# يوهان غوتلوب ليمان
يوهان غوتلوب ليمان (بالألمانية: Johann Gottlob Lehmann) كان عالماً وطبيباً ألمانياً عاش في القرن الثامن عشر؛ ولد في سنة 1719 بالقرب من مدينة بيرنا وتوفي في سنة 1767 في مدينة سانت بطرسبرغ.
كان ليمان عالماً في المعادن وعلم الأرض، وله مساهمات في دراسة السجل الجيولوجي وفي تطور علم وصف طبقات الأرض.